# Repubblica presidenziale
     Repubblica parlamentare
     Repubblica presidenziale
     Sistemi dove l'esecutivo viene eletto dal parlamento, ma non dipende da esso (Repubblica direttoriale oppure Repubblica presidenziale mista)
     Repubblica semipresidenziale
     Monarchia parlamentare
     Monarchia costituzionale
     Monarchia assoluta
     Repubblica monopartitica
     Situazione politica frammentata o incerta
     Paesi in cui sono state sospese le disposizioni costituzionali riguardanti l'esecutivo

Repubblica parlamentare
Repubblica presidenziale
Sistemi dove l'esecutivo viene eletto dal parlamento, ma non dipende da esso (Repubblica direttoriale oppure Repubblica presidenziale mista)
Repubblica semipresidenziale
Monarchia parlamentare
Monarchia costituzionale
Monarchia assoluta
Repubblica monopartitica
Situazione politica frammentata o incerta
Paesi in cui sono state sospese le disposizioni costituzionali riguardanti l'esecutivo

La repubblica presidenziale (o presidenzialismo) è una forma di governo, che appartiene alle forme di democrazia rappresentativa, in cui il potere esecutivo si concentra nella figura del Presidente che è sia il capo dello Stato sia il capo del governo. Generalmente questo è democraticamente eletto direttamente dai cittadini e forma il suo governo; essendo capo di Stato non ha bisogno di voto di fiducia parlamentare anche perché, avendo già ottenuto il voto della maggioranza dei cittadini, non ha bisogno della fiducia dei loro rappresentanti. La legittimazione attraverso il voto conferisce al presidente una chiara superiorità rispetto ai suoi ministri, non sempre rimarcata nei sistemi parlamentari.

## Caratteristiche principali
Il Parlamento, eletto indipendentemente dal Presidente, è il solo titolare del potere legislativo. Per controbilanciare il grande potere politico affidato al Presidente, infatti, ai deputati viene affidata l'esclusiva potestà di iniziativa legislativa. Il Presidente non può assolutamente modificare le leggi se non affidandosi a deputati a lui vicini che agiscano secondo i desideri del Capo dello Stato.
La potestà legislativa non può essere delegata in alcun modo al governo neanche per motivi d'urgenza. Questa netta divisione funzionale fra Parlamento e Presidente si riflette nell'insindacabilità politica reciproca fra i due organi: il Parlamento non può licenziare il Presidente il quale a sua volta non può sciogliere le Camere. È il principio cardine della separazione dei poteri che garantisce la democraticità di questa forma di governo.
Tuttavia è presente un sistema di controllo reciproco (checks and balances, ossia pesi e contrappesi) con cui i titolari dei suddetti due poteri si limitano: il parlamento ha il potere della borsa (approvazione del bilancio e degli interventi comportanti nuove spese), mentre il presidente è titolare del potere di bloccare le leggi emanate dal parlamento.
A corollario del sistema, secondo i principi di Montesquieu, vi è l'indipendenza del potere giudiziario, il quale è diretto da una Corte Suprema nominata dal Presidente ma da quest'ultimo totalmente autonoma, in quanto non revocabile e vitalizia.
Tuttavia, il possesso da parte del Presidente del monopolio della forza statale, in quanto il potere esecutivo è quello deputato all'uso delle forze dell'ordine, delle forze armate e dei servizi segreti, rappresenta un potente punto di vantaggio rispetto agli altri organi istituzionali. A volte l'istituzione della repubblica presidenziale è usata per dare legittimità a quella che nei fatti è una dittatura, dove il presidente/dittatore tiene sotto controllo con la forza le assemblee legislative e il sistema giudiziario, finendo in ultimo per avere il controllo sulle elezioni presidenziali da cui trae la legittimità a governare. Un esempio storico è la presidenza di Napoleone III a capo della Seconda repubblica francese.

### Un esempio di repubblica presidenziale: gli Stati Uniti d'America
La legittimazione popolare seppure indiretta pone il Presidente dell'Unione nella condizione, almeno per quanto riguarda gli Stati Uniti d'America, di poter sostituire, o comunque costringere alle dimissioni, i ministri. Tale prerogativa è una garanzia per quella che viene definita "accountability", cioè il rendere conto all'elettorato di quello che si è fatto mentre si era al governo: infatti l'unico responsabile della scelta dei ministri è il Presidente dell'Unione, e dunque è lui l'unico responsabile di eventuali scelte "infelici". Anche se comunque principalmente per ogni problema legato ad un singolo Stato agisce un Governatore, una sorta di presidente regionale, e poi successivamente se diventa un caso nazionale (quindi federale) viene chiamato in causa il presidente.
La durata dei mandati sia del presidente, quadriennale, che del parlamento, biennale, è fissa: il governo non può sciogliere il parlamento, ma questo a sua volta non può sfiduciare il presidente, in quanto entrambi gli organi costituzionali traggono la loro legittimità da due diversi voti popolari. L'assemblea può comunque mettere in stato d'accusa il presidente per attentato alla Costituzione, quello che si usa chiamare "impeachment", il quale tuttavia, si badi bene, non è un'azione politica ma un'azione giudiziaria.
Il presidente nomina, inoltre, i giudici a vita della Corte suprema, i quali devono, tuttavia, ricevere l'approvazione del Senato. Nomina, inoltre, importanti cariche apicali della pubblica amministrazione e della diplomazia (spoil system). È, poi, il comandante in capo (commander in chief) delle Forze Armate.
Il potere legislativo è affidato al Congresso: il Presidente non può introdurre disegni di legge, se non appoggiandosi in sua vece a deputati del suo partito. Il parlamento può approvare disegni di legge che però possono essere bloccati dal presidente, grazie al suo potere di veto, per superare il quale l'assemblea ha bisogno di una maggioranza qualificata di due terzi. Il Presidente può emettere atti aventi parziale forza di legge tramite lo strumento dell'Ordine esecutivo, che però implica che l'autorità legislativa (come il Congresso) abbia preventivamente delegato una parte dei propri poteri tramite una legge delega (delegated legislation). Le nomine dei funzionari federali, ministri compresi, sono operate dal presidente dietro approvazione del Senato.
La struttura federale dell'ordinamento nordamericano e il frequentissimo ricorso a strumenti di consultazione popolare diretta o a governi divisi sono un'ulteriore garanzia democratica contro abusi di potere e derive plebiscitarie del Presidente in particolare e del Governo centrale in generale.

## Repubbliche presidenziali

### Sistema presidenziale senza il primo ministro
- Angola
- Argentina
- Benin
- Bolivia
- Brasile
- Burundi
- Ciad
- Cile
- Colombia
- Comore
- Costa Rica
- Cipro
- Rep. Dominicana
- Ecuador
- El Salvador
- Gambia
- Ghana
- Guatemala
- Honduras
- Indonesia
- Iran
- Kenya
- Liberia
- Malawi
- Maldive
- Messico
- Nicaragua
- Nigeria
- Palau
- Panama
- Paraguay
- Filippine
- Seychelles
- Sudan del Sud
- Suriname
- Stati Uniti
- Turchia
- Turkmenistan
- Uruguay
- Venezuela
- Sudafrica
- Zambia
- Zimbabwe

### Sistema presidenziale con il primo ministro
- Azerbaigian
- Bielorussia
- Rep. Centrafricana
- Camerun
- Rep. del Congo
- Corea del Sud
- Guinea
- Guinea Equatoriale
- Gabon
- Kazakistan
- Namibia
- Perù
- Ruanda
- Sierra Leone
- Sudan
- Tanzania
- Togo
- Tunisia

### Ex repubbliche presidenziali
- Afghanistan (2004-2021 de facto, 2004-oggi de jure)